# Омулевский, Иннокентий Васильевич
Инноке́нтий Васи́льевич Омуле́вский (настоящая фамилия Фёдоров) (26 октября [7 ноября] 1836, Петропавловск-Камчатский — 26 декабря 1883 [7 января 1884], Санкт-Петербург) — российский прозаик и поэт.

## Биография
Иннокентий Фёдоров родился 26 октября 1836 года в Петропавловске в семье исправника, с 1842 года жил в Иркутске, куда его отец получил назначение на должность начальника полиции. Окончил шесть классов гимназии в Иркутске. В 1857 году приехал в Санкт-Петербург, стал вольнослушателем юридического факультета университета. Перестал посещать занятия в 1858 году, поскольку юридическая карьера его не интересовала. Студентом начал литературную деятельность, в 1859 году издав книгу переводов Адама Мицкевича. Стихотворения Фёдорова печатались в «Современнике», «Русском слове», «Вестнике» и в других популярных журналах того времени; тогда же он взял себе литературный псевдоним — Омулевский.
Публиковал стихотворения в демократической печати, подписывая их псевдонимами:  Камчаткин, Камчадал, Весёлый поэт, Сибирский поэт  и др. Наиболее известен Омулевский был своим романом, сперва опубликованным в периодике под названием «Шаг за шагом», а затем изданным отдельно под названием «Светлов, его взгляды, его жизнь и деятельность» (СПб., 1871). Второе издание (СПб., 1874) запрещено цензурой.
Омулевский участвовал во встречах петербургского кружка сибиряков, лидерами которого были Григорий Потанин и Николай Ядринцев, будущие основатели областнического движения. С 1862 года жил в Иркутске, сотрудничая в местной газете «Амур». Затем вернулся в столицу и в 1873 году был арестован. Второй роман Омулевского «Попытка — не шутка» остался неоконченным, а публикация его первых глав была запрещена. Они послужили основанием для обвинения автора в антиправительственных высказываниях. Однако он был освобожден за недоказанностью преступления. В заключении Омулевский почти ослеп и заболел чахоткой. После освобождения сильно нуждался, жил литературным трудом.
В 1879 году женился. Вскоре получил известие о смерти отца и вернулся в Иркутск. 22 июля 1879 года во время крупного пожара в Иркутске Омулевский увидел, как сгорел его родной дом. После того как земельный участок под сгоревшим домом был продан родственниками, Омулевский получил часть суммы и вернулся в Санкт-Петербург. К концу жизни писатель был разорён, так как литературный труд не давал достаточных средств к существованию. В 1883 году Омулевский умер от разрыва сердца; похоронен на Литераторских мостках. Перед смертью Омулевского его произведения были собраны в один том под названием «Песни жизни» (СПб., 1883), а в 1906 году вышло 2-томное собрание сочинений.
С. И. Красноштанов приводит его слова, сказанные незадолго до смерти:
 Мне не хочется умирать, не потому, что мне жизнь мила, а потому, что всё-таки я не довёл до конца моего курса… Вот один критик… в глаза похвалил меня за то, что я — певец обездоленных, угнетённых, что у меня нет ни шатаний, ни колебаний… что я стоек в своей пропаганде свободы и света… Мне приятна была эта похвала… но мне не того хотелось бы. Наравне с этой проповедью… я хотел бы отразить веяние эпохи шестидесятых годов, которую я видел, пережил, перечувствовал, перестрадал…

## Произведения

### Рассказы и очерки
- «Сибирячка» (Опубл. 1862, Иркутск)
- «Острожный художник» (опубл. 1882)
- «Без крова, хлеба и красок»
- «Сутки на станции» (опубл. 1904)
- «Учёные разговоры» (опубл. 1986)

### Романы
- «Шаг за шагом» (1870—1871)
- «Попытка — не шутка» (1873, не окончен)
- «Новый губернатор»

## Отзывы
Как указывал Марк Азадовский в «Литературной энциклопедии» (1934), роман «Шаг за шагом» представлял собой

яркий памятник просветительства революционно-демократической интеллигенции, боровшейся за «американский» путь развития капитализма. Идея романа — «итти шаг за шагом — не значит плестись, напротив, это значит решительно и неуклонно итти к своей цели без скачков…» Омулевский дал в своём романе развёрнутую программу этой подготовительной деятельности, заставляя своего героя на практике разрешать основные проблемы современности: семейный вопрос, проблему воспитания, женский вопрос, проблему культурной работы в народе, роль интеллигенции. Его герой принимает участие и в рабочем движении, противопоставляя стихийным проявлениям протеста рабочей массы спокойную продуманность действий вождя-интеллигента; последний эпизод является центральным в романе и представляет собой первую и очень смелую попытку изображения в литератуpe рабочего восстания и стачки.

Энциклопедия Брокгауза и Ефрона отмечала, что

Этот роман, пользовавшийся одно время большой популярностью среди нашей молодёжи, но скоро забытый, был одним из тех «программных» произведений беллетристики 60-х годов, которые посвящались идеальному изображению «новых людей» в их борьбе с старыми предрассудками и стремлении установить «разумный» строй жизни. Художественных достоинств в нём нет никаких: повествование растянуто и нередко прерывается утомительными рассуждениями теоретического характера; большая часть эпизодов искусственно подогнана под заранее надуманную программу. Несмотря на эти недостатки, роман находил восторженных читателей, которых подкупала несомненная искренность автора и благородство убеждений его идеального героя.

В то же время М. Е. Салтыков-Щедрин, рецензировавший роман сразу после его появления, указывал, что

он принадлежит к числу «„новых“ произведений, с полною добросовестностью относящихся к насущным вопросам современности», и хотя в книге Омулевского «бросается в глаза очень большая доля книжности, герои его романа, более чем нужно, походят друг на друга, действие идёт несколько вяло», но «недостаток объективности восполняется в этом случае лиризмом».

## Библиография

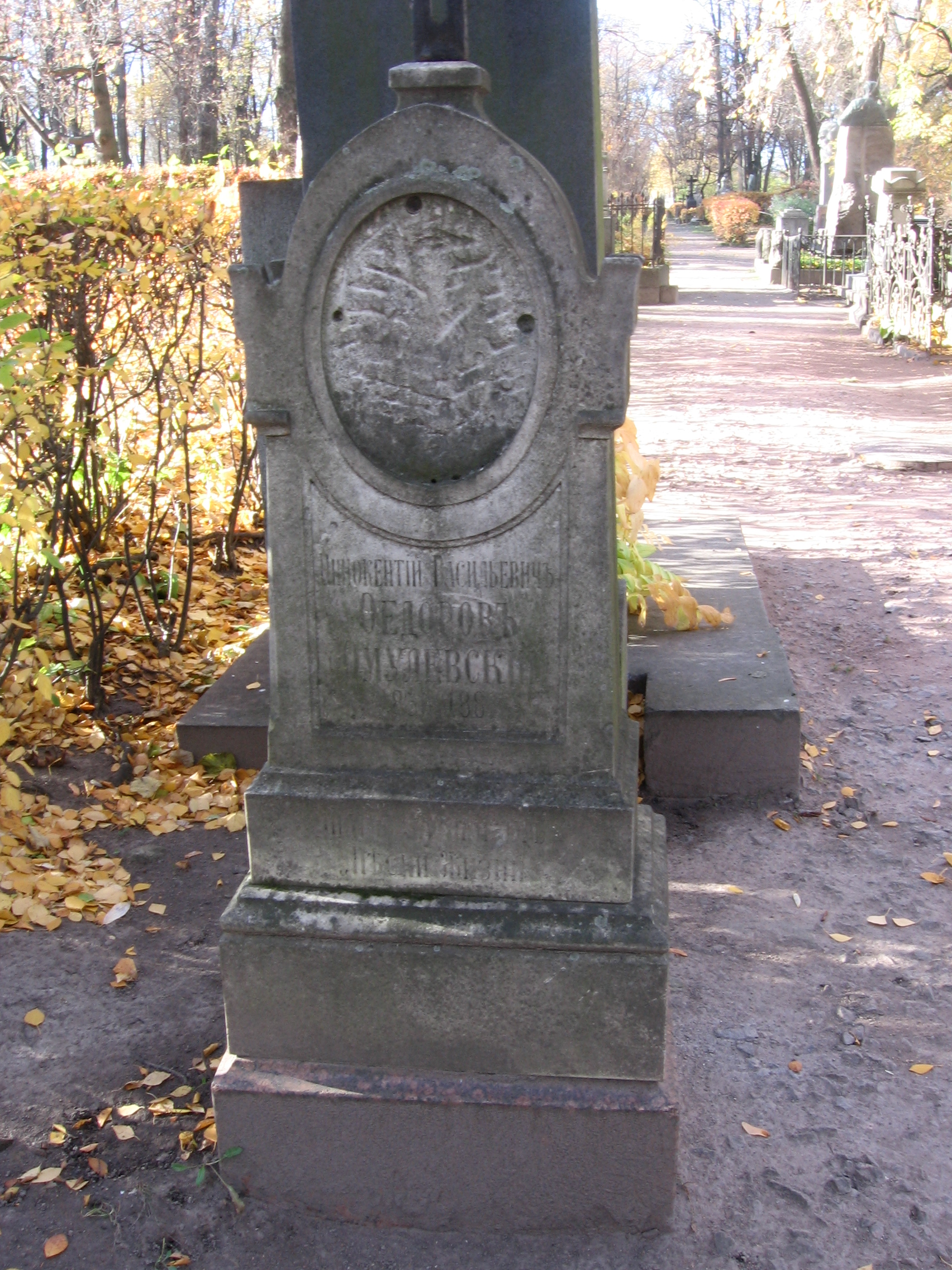
Надгробие И. В. Фёдорова-Омулевского на Литераторских мостках

## Память
- В Иркутске именем писателя названа улица, на жилом доме установлена информационная доска[10].